# Paslières
Pour les articles homonymes, voir Pallières.
Paslières [paljɛʁ] est une commune française, située dans le département du Puy-de-Dôme en région Auvergne-Rhône-Alpes près de Thiers.

## Géographie

### Localisation
Paslières est située au nord de Thiers et au sud de Vichy et de Puy-Guillaume, au nord-est du département du Puy-de-Dôme.

### Lieux-dits et écarts
- Bardet
- Bas de Chabannes
- Bas Poulet
- Bazelet
- Buis
- Chabannes
- Chabanny
- Chabost
- Chez Barias
- Chez Colas
- Chez Darbaud
- Chez Mangon
- Coudeyroux
- Dosges
- Fagot
- Gonon
- Guesles
- Joub
- La Bâtisse
- La Charme
- Lachaux
- La Chauprillade
- La Croix Rouge
- La Croix Saint-Bonnet
- La Goutte
- La Rotte
- La Tour
- Lavaure
- La Vernelle
- Laville
- Le Canelier
- Le Chastel
- Le Moulin Curaçon
- Le Moulin d’Auvergne
- Le Pas-du-Loup
- Le Petit Bois
- Les Blanchets
- Les Buissons
- Les Charbonniers
- Les Côtineaux
- Les Croquants
- Les Croses
- Les Farreras
- Les Ferrats
- Les Ferriers
- Les Montagniers
- Les Morels
- Les Paccauds
- Les Peux
- Les Philippons
- Les Roux
- Les Sapins
- Les Traversières
- Les Vignettes
- Ligneres
- Londant
- Marette
- Marnat
- Miallet
- Montpeyroux
- Murat
- Plachot
- Ronffet
- Touzet

### Communes limitrophes
Huit communes sont limitrophes :
|                    | Puy-Guillaume |                                |
| Noalhat            | Paslières     | Saint-Victor-Montvianeix       |
| Charnat, Vinzelles | Dorat         | Saint-Rémy-sur-Durolle, Thiers |

### Hydrographie
La commune est traversée, à l'ouest par la Dore, à l'est par le Dorson.

### Voies de communication et transports

#### Voies routières
Paslières est traversée par la route départementale 906 (axe Le Puy-en-Velay – Thiers – Vichy).
La RD 44 dessert le lieu-dit des Paccauds. La RD 64 dessert les quartiers Est de la commune. La RD 85 dessert Joub et se dirige au nord vers les hauts quartiers de Puy-Guillaume. La RD 325 dessert Touzet.

#### Transport en commun
Paslières est accessible par trois lignes interurbaines gérées par la région Auvergne-Rhône-Alpes :
| Réseau                  | Ligne | Tracé                                       |
| ----------------------- | ----- | ------------------------------------------- |
| Cars Région Puy-de-Dôme | P03   | Vichy – Thiers – Ambert – Arlanc            |
| Cars Région Puy-de-Dôme | P06   | Peschadoires – Maringues – Clermont-Ferrand |
| Cars Région Puy-de-Dôme | P56   | Châteldon – Puy-Guillaume – Thiers          |

### Climat
Pour des articles plus généraux, voir Climat d'Auvergne-Rhône-Alpes et Climat du Puy-de-Dôme.
En 2010, le climat de la commune est de type climat des marges montargnardes, selon une étude du Centre national de la recherche scientifique s'appuyant sur une série de données couvrant la période 1971-2000. En 2020, Météo-France publie une typologie des climats de la France métropolitaine dans laquelle la commune est exposée à un climat de montagne ou de marges de montagne et est dans la région climatique  Nord-est du Massif Central, caractérisée par une pluviométrie annuelle de 800 à 1 200 mm, bien répartie dans l’année. 
Pour la période 1971-2000, la température annuelle moyenne est de 10,8 °C, avec une amplitude thermique annuelle de 16,4 °C. Le cumul annuel moyen de précipitations est de 917 mm, avec 10,7 jours de précipitations en janvier et 8,2 jours en juillet. Pour la période 1991-2020, la température moyenne annuelle observée sur la station météorologique de Météo-France la plus proche, « Courpière », sur la commune de Courpière à 20 km à vol d'oiseau, est de 11,8 °C et le cumul annuel moyen de précipitations est de 876,9 mm,. Pour l'avenir, les paramètres climatiques de la commune estimés pour 2050 selon différents scénarios d'émission de gaz à effet de serre sont consultables sur un site dédié publié par Météo-France en novembre 2022.

## Urbanisme

### Typologie
Au 1er janvier 2024, Paslières est catégorisée commune rurale à habitat dispersé, selon la nouvelle grille communale de densité à sept niveaux définie par l'Insee en 2022.
Elle est située hors unité urbaine. Par ailleurs la commune fait partie de l'aire d'attraction de Thiers, dont elle est une commune de la couronne,. Cette aire, qui regroupe 19 communes, est catégorisée dans les aires de moins de 50 000 habitants,.

### Occupation des sols
L'occupation des sols de la commune, telle qu'elle ressort de la base de données européenne d’occupation biophysique des sols Corine Land Cover (CLC), est marquée par l'importance des forêts et milieux semi-naturels (54 % en 2018), une proportion sensiblement équivalente à celle de 1990 (53,6 %). La répartition détaillée en 2018 est la suivante : forêts (51,6 %), prairies (31,1 %), zones agricoles hétérogènes (11,8 %), zones urbanisées (2,7 %), milieux à végétation arbustive et/ou herbacée (2,4 %), terres arables (0,4 %). L'évolution de l’occupation des sols de la commune et de ses infrastructures peut être observée sur les différentes représentations cartographiques du territoire : la carte de Cassini (XVIIIe siècle), la carte d'état-major (1820-1866) et les cartes ou photos aériennes de l'IGN pour la période actuelle (1950 à aujourd'hui).

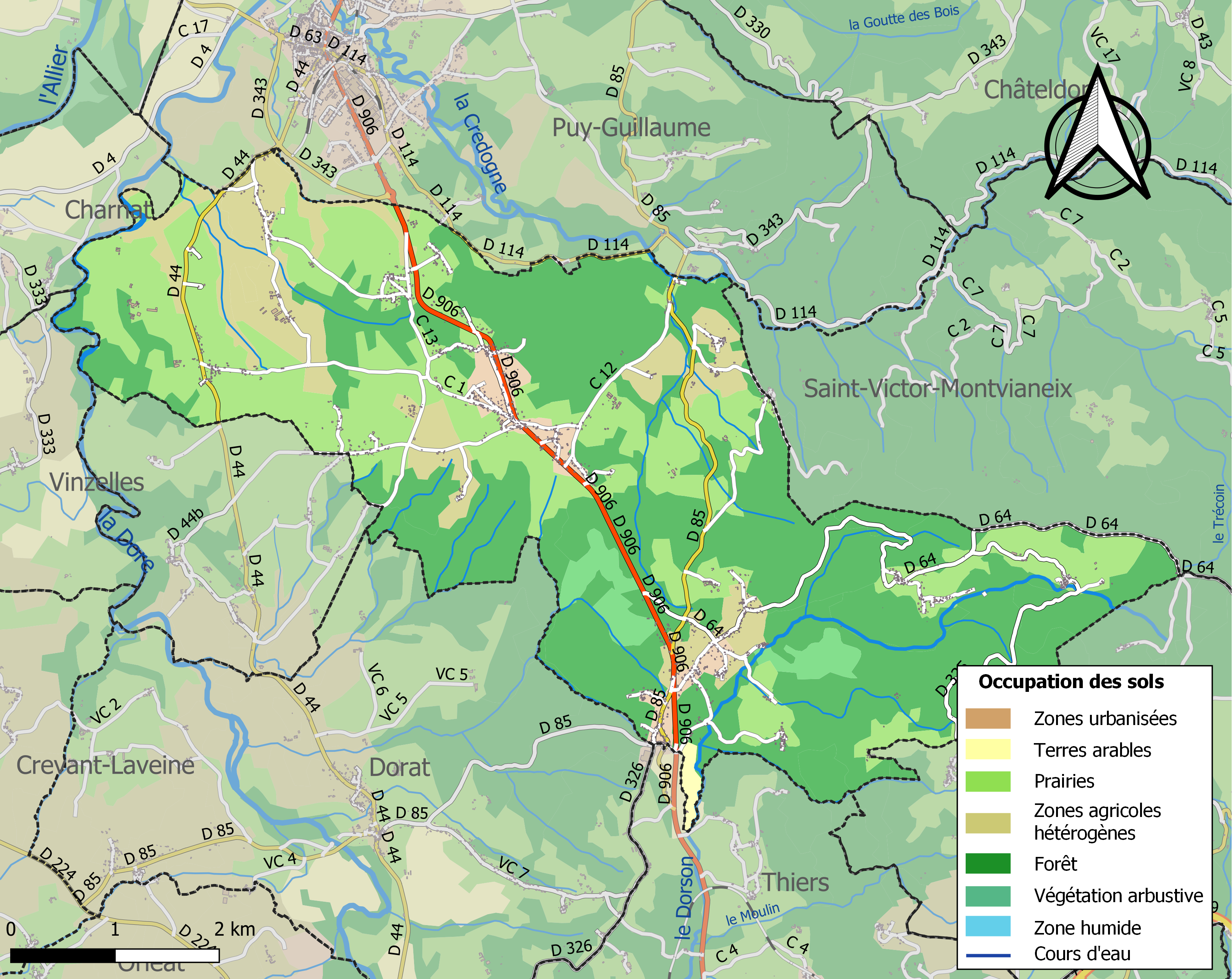
Carte des infrastructures et de l'occupation des sols de la commune en 2018 (CLC).

### Risques naturels et technologiques
La commune est classée dans la zone de sismicité modérée.

## Politique et administration

### Découpage territorial
La commune de Paslières est membre de la communauté de communes Thiers Dore et Montagne, un établissement public de coopération intercommunale (EPCI) à fiscalité propre créé le 1er janvier 2017 dont le siège est à Thiers. Ce dernier est par ailleurs membre d'autres groupements intercommunaux. De 2010 à 2016, elle faisait partie de la communauté de communes entre Allier et Bois Noirs.
Sur le plan administratif, elle est rattachée à l'arrondissement de Thiers, à la circonscription administrative de l'État du Puy-de-Dôme et à la région Auvergne-Rhône-Alpes. Jusqu'en mars 2015, elle faisait partie du canton de Châteldon.
Sur le plan électoral, elle dépend du canton de Maringues pour l'élection des conseillers départementaux, depuis le redécoupage cantonal de 2014 entré en vigueur en 2015, et de la cinquième circonscription du Puy-de-Dôme pour les élections législatives, depuis le dernier découpage électoral de 2010.

### Élections municipales et communautaires

#### Élections de 2020
Le conseil municipal de Paslières, commune de plus de 1 000 habitants, est élu au scrutin proportionnel de liste à deux tours (sans aucune modification possible de la liste), pour un mandat de six ans renouvelable. Compte tenu de la population communale, le nombre de sièges à pourvoir lors des élections municipales de 2020 est de 19. Les dix-neuf conseillers municipaux, issus d'une liste unique, sont élus au premier tour, le 15 mars 2020, avec un taux de participation de 38,52 %.
Deux sièges sont attribués à la commune au sein du conseil communautaire de la communauté de communes Thiers Dore et Montagne.

#### Chronologie des maires
| Période                                  | Période                    | Identité                                     | Étiquette | Qualité                                               |
| ---------------------------------------- | -------------------------- | -------------------------------------------- | --------- | ----------------------------------------------------- |
| Les données manquantes sont à compléter. |                            |                                              |           |                                                       |
| ??                                       | 07/10/1836 décès           | M. le Comte Christophe de Chabrol de Crouzol |           |                                                       |
|                                          |                            |                                              |           |                                                       |
| avant 1981                               | 1983 (décès)               | Michel Citerne                               | DVG       | Conseiller général du canton de Châteldon (1976-1983) |
| 2008                                     | 2014                       | Roland Virlogeux                             |           |                                                       |
| 2014                                     | 2020                       | Jacques Coudour                              |           |                                                       |
| 2020                                     | En cours (au 28 août 2020) | Patrick Sauzedde                             |           | Retraité                                              |

## Population et société

### Démographie
L'évolution du nombre d'habitants est connue à travers les recensements de la population effectués dans la commune depuis 1793. Pour les communes de moins de 10 000 habitants, une enquête de recensement portant sur toute la population est réalisée tous les cinq ans, les populations de référence des années intermédiaires étant quant à elles estimées par interpolation ou extrapolation. Pour la commune, le premier recensement exhaustif entrant dans le cadre du nouveau dispositif a été réalisé en 2007.

En 2022, la commune comptait 1 487 habitants, en évolution de −2,49 % par rapport à 2016 (Puy-de-Dôme : +2,1 %, France hors Mayotte : +2,11 %).
| 1793  | 1800  | 1806  | 1821  | 1831  | 1836  | 1841  | 1846  | 1851  |
| ----- | ----- | ----- | ----- | ----- | ----- | ----- | ----- | ----- |
| 1 392 | 1 345 | 1 412 | 1 574 | 1 487 | 1 833 | 1 831 | 1 811 | 1 803 |

| 1856  | 1861  | 1866  | 1872  | 1876  | 1881  | 1886  | 1891  | 1896  |
| ----- | ----- | ----- | ----- | ----- | ----- | ----- | ----- | ----- |
| 1 784 | 1 834 | 1 911 | 1 931 | 1 957 | 1 950 | 1 946 | 1 911 | 1 820 |

| 1901  | 1906  | 1911  | 1921  | 1926  | 1931  | 1936  | 1946  | 1954  |
| ----- | ----- | ----- | ----- | ----- | ----- | ----- | ----- | ----- |
| 1 751 | 1 723 | 1 807 | 1 629 | 1 521 | 1 544 | 1 285 | 1 130 | 1 021 |

| 1962  | 1968 | 1975  | 1982  | 1990  | 1999  | 2006  | 2007  | 2012  |
| ----- | ---- | ----- | ----- | ----- | ----- | ----- | ----- | ----- |
| 1 092 | 929  | 1 007 | 1 104 | 1 248 | 1 362 | 1 494 | 1 513 | 1 566 |

| 2017  | 2022  | - | - | - | - | - | - | - |
| ----- | ----- | - | - | - | - | - | - | - |
| 1 513 | 1 487 | - | - | - | - | - | - | - |

## Culture et patrimoine

### Lieux et monuments

#### Patrimoine religieux

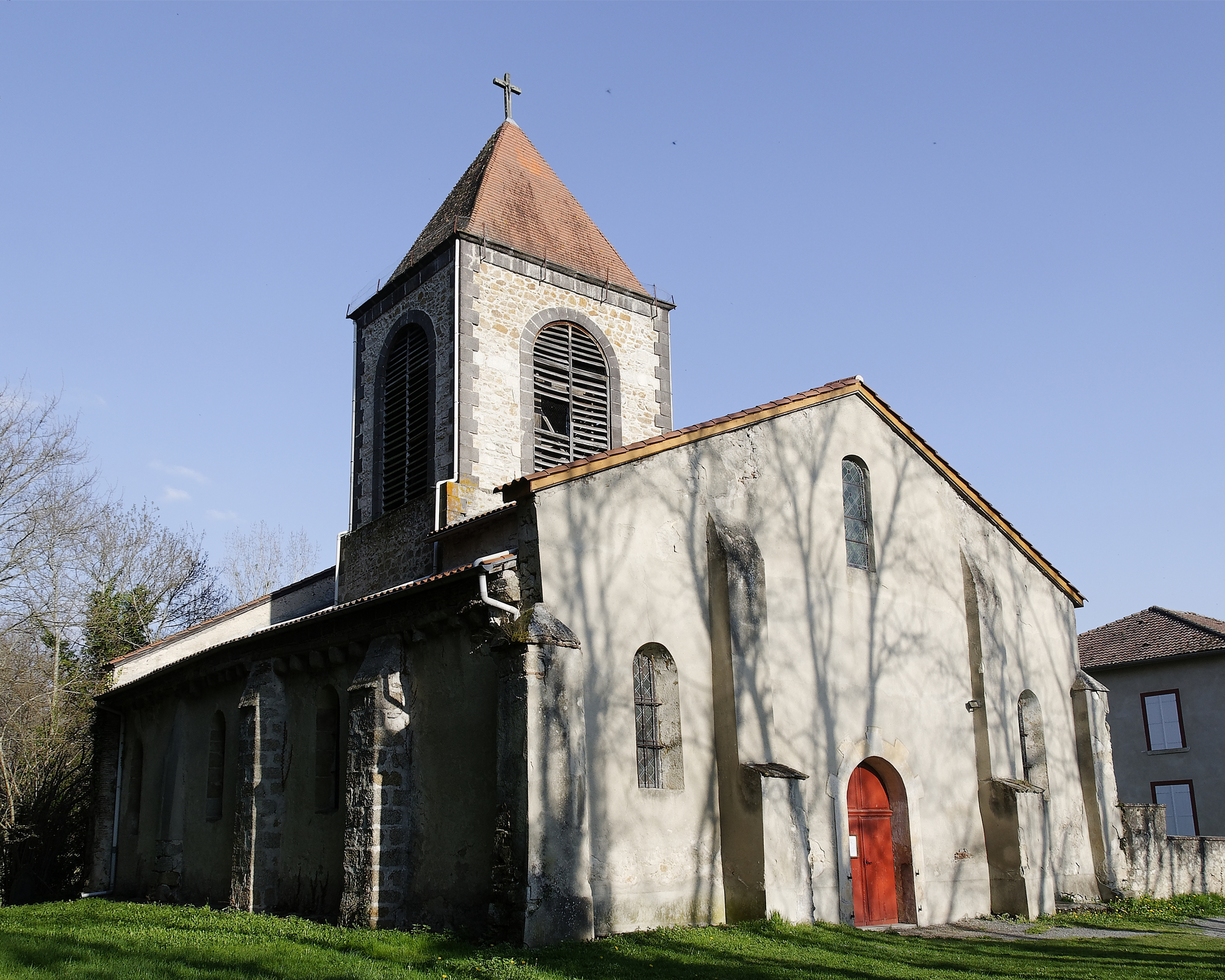
Église Saint-Bonnet, hameau de la Croix Saint-Bonnet.

- Église paroissiale Saint-Bonnet (XIIe et XIIIe siècles, clocher reconstruit au XIXe siècle) ;
- tombeau (1836) de Christophe de Chabrol de Crouzol, ministre de la Marine et ministre des Finances sous la Restauration et maire de Paslières.

#### Patrimoine civil
- Château de Chabanne (début du XIXe siècle). Bâti vers 1830 par Christophe de Chabrol de Crouzol qui y mourut en 1836. Le château passa à son second fils, le vicomte Victor, mort en 1867 sans enfant. Le château passa à sa sœur Anne Clémence, Madame Marcellin de Pommereau, morte en 1870. Celle-ci le transmit à son fils Maurice qui, en 1872, transforma l'habitation en lui donnant son aspect actuel[réf. nécessaire].
- Château du Chastel (deuxième moitié du XIXe siècle).

### Patrimoine naturel
La commune de Paslières est adhérente du Parc naturel régional Livradois-Forez.

### Personnalités liées à la commune
- Christophe de Chabrol de Crouzol, qui fut député du Puy-de-Dôme et ministre des Finances de Charles X, est mort en 1836 à Paslières. Son tombeau se dresse face à l'église Saint-Bonnet.
- Elvire Pélissier née Bonvin à Paslières, écrivain auteur de Ténèbres, roman. Paris, La Renaissance du livre 1930 ; Jeux de vilains Mercure de France 1936 qui lui valut le Prix Northcliffe en 1937. Paul Léautaud la cite à plusieurs reprises dans son Journal littéraire

### Archives
- Registres paroissiaux et d'état civil depuis :
- Dépouillements généalogiques :
- Délibérations municipales depuis :

### Divers

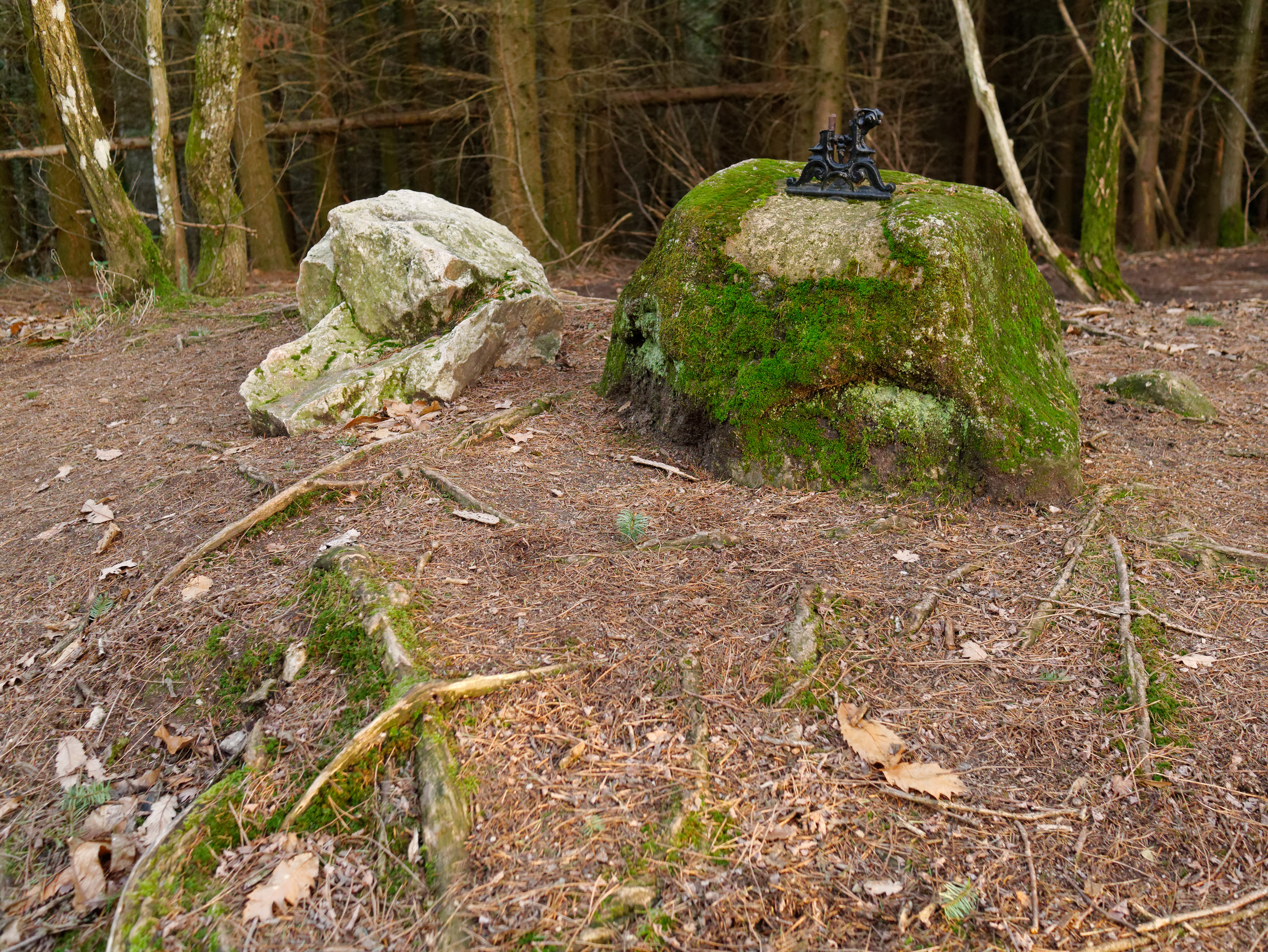
Pierres du Pas-du-Loup.

Dans le lieu-dit du Pas-du-Loup se trouvent deux pierres dont l'une porte une marque traditionnellement considérée comme une empreinte de loup et l'autre le reste d'une croix qui a été brisée. Selon la légende, saint Bonnet cherchant à construire une église sur le territoire de la commune vint chercher des pierres dans la montagne, armé d'un marteau et de sa crosse épiscopale. Pour l'empêcher de construire l'église sur place, le diable se déguisa en loup et lui proposa le marché suivant : il poserait sa patte sur le rocher ; si Bonnet parvenait à l'écraser de son marteau, le saint ferait comme bon lui semble, mais si son marteau se brisait ou tombait, il lui faudrait construire son église à l'endroit où le marteau s'arrêterait. Le loup posa sa patte sur la pierre ; Bonnet brisa son marteau en la frappant et les morceaux tombèrent plus bas dans la vallée. Bonnet construisit donc son église au lieu-dit qui porte aujourd'hui le nom de la Croix-Saint-Bonnet.
Cette légende explique les armes de la commune de Paslières : coupé, au premier de gueules au loup courant d'argent, au second d'or à la crosse d'azur posée en pal accostée de deux marteaux du même.